# Saltério de Paris

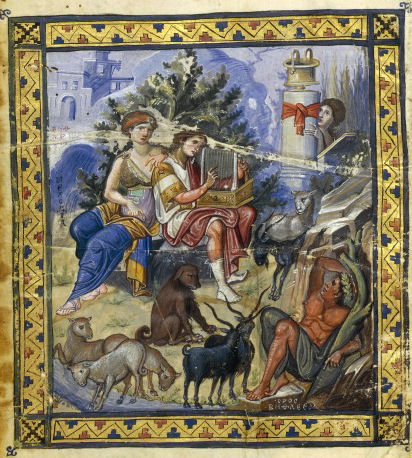
Figura 1 — David a tocar harpa

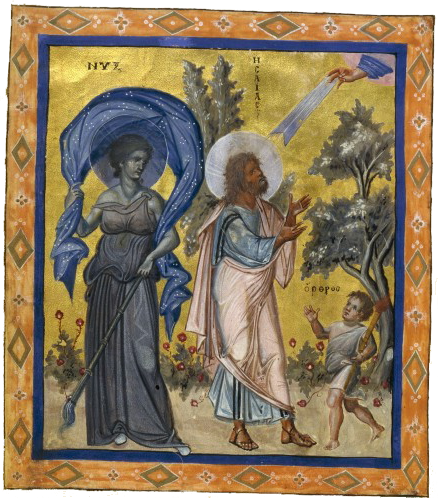
Figura 2 — O profeta Isaías rodeado por Nix e Aurora

O Saltério de Paris (ou Codex Parisinianus) é um manuscrito iluminado de origem bizantina, que data da segunda metade do século X. Possui 449 fólios e 14 figuras em tela cheia e está preservado na Biblioteca Nacional de França, sob o código "MS Grec 139".
Pelo seu "estilo quase clássico" — como afirma a Encyclopædia Britannica — e qualidade, considera-se o Saltério de Paris, assim como as homilias de Gregório de Nazianzo, uma obra-chave do chamado renascimento macedónico da arte bizantina do século X.
A iluminura mais famosa retrata David a tocar harpa (figura 1) ao lado de uma figura feminina sentada com a própria "Melodia" (ilustrada à direita). Em torno deste grupo central estão presentes a imagem de Eco, vários animais encantados pela música, e uma figura masculina que simboliza a cidade de Belém. Toda a composição foi certamente inspirada nas pinturas murais greco-romanas, representando Orfeu que fascina o mundo com a sua musica. O Saltério é uma representação que motiva uma interpretação alegórica.
A influência da arte helenística nestas pinturas é manifestamente clara tanto na figuração de modelos alegóricos, como na própria execução. Um exemplo está no fólio 435, onde Nix é representada com um manto sobre a cabeça e uma tocha invertida (figura 2). Esta representação segue as convenções do helenismo. Características que divergem verdadeiramente do que a arte medieval e a arte bizantina, em particular, devem representar. Tudo isto leva a que no século XIX, as autoridades datassem o manuscrito ao tempo de Justiniano. Os bizantinos Hugo Buchthal e Kurt Weitzmann comprovaram inclusivamente que o livro havia sido criado no século X.